# التعليم في أفغانستان

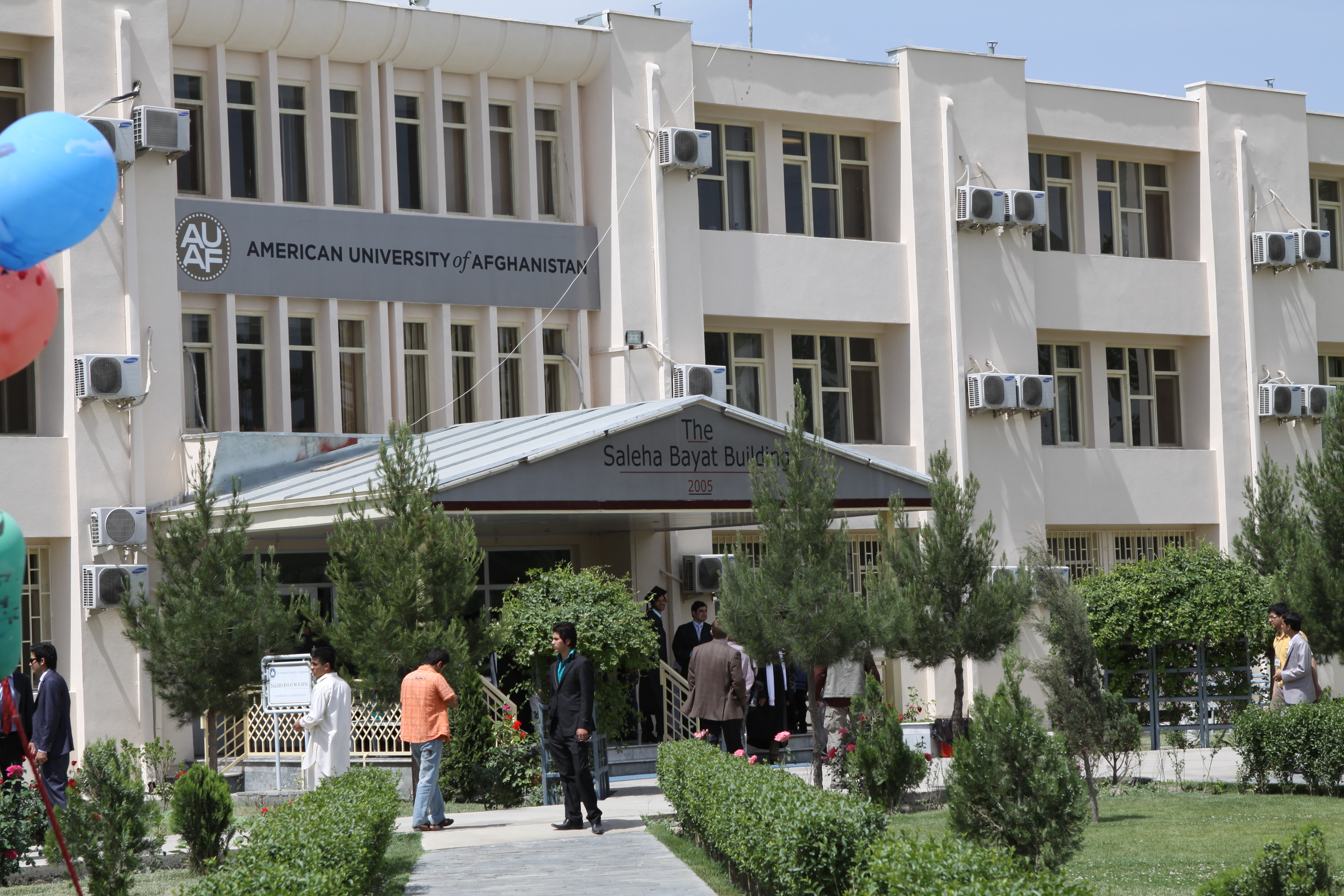
الجامعة الأمريكية في أفغانستان (AUAF) في كابول

يشمل التعليم في أفغانستان التعليم من مرحلة رياض الأطفال وحتى التعليم الثانوي والتعليم العالي، والذي يخضع لإشراف وزارة التربية والتعليم ووزارة التعليم العالي في البلاد. هناك ما يقرب من 10 ملايين طالب و220 ألف معلم في أفغانستان. لا تزال الأمة بحاجة إلى المزيد من المدارس والمعلمين.
بعض الجامعات الرئيسية في أفغانستان هي جامعة كابول، والجامعة الأمريكية في أفغانستان، وجامعة بلخ، وجامعة هرات، وجامعة ننجرهار، وجامعة الشيخ زايد، وجامعة قندهار.

## التاريخ
واحدة من أقدم المدارس في أفغانستان هي مدرسة حبيبية الثانوية في كابول، والتي بناها الملك حبيب الله خان في عام 1903 لتعليم الطلاب من طبقة النخبة في البلاد. في 1920s، وبتمويل ألمانيا افتتحت مدرسة ثانوية أماني في كابول، وحوالي عقد من الزمان في وقت لاحق ب تمول فرنسا اثنين من المدارس الثانوية (المدارس الثانوية)، ووكالة التعليم الفرنسي في الخارج وثانوية الاستقلال. تأسست جامعة كابول عام 1932.
تم تحسين التعليم في ظل حكم الملك ظاهر شاه بين عامي 1933 و1973، مما جعل المدارس الابتدائية متاحة لنحو نصف السكان الذين تقل أعمارهم عن 12 عامًا وتوسيع نظام المدارس الثانوية وجامعة كابول. من 10.3 مليار أفس. تم إنفاقها على «الخطة الخمسية» الأولى (1956-1962)، «تم تخصيص 7.7٪ للتعليم والصحة مقارنة بـ 49.5٪ للنقل والاتصالات، و26.5٪ على التنمية الصناعية، و 12.6٪ للزراعة، و3.8٪ لقطاعات متنوعة. أعمال التطوير». بنهاية البرنامج، ارتفع عدد الطلاب (الابتدائي والثانوي والمهني) من 96.34 إلى 169.06 لكل 10000 من السكان. ارتفع عدد الطلاب الذين يتلقون تعليمًا عاليًا لكل 10000 من السكان من 0.66 إلى 1.44، وتم البدء في بناء حرم جامعي جديد لجامعة كابول.
خلال جمهورية أفغانستان الديمقراطية، قامت حكومة حزب الشعب الديمقراطي الأفغاني (PDPA) بإصلاح نظام التعليم؛ تم التأكيد على التعليم لكلا الجنسين، وتم وضع برامج محو الأمية على نطاق واسع. بحلول عام 1978، شكلت النساء 40 في المائة من الأطباء و60 في المائة من المعلمين في جامعة كابول؛ تم تسجيل 440.000 طالبة في المؤسسات التعليمية و80.000 أخرى في برامج محو الأمية. على الرغم من التحسينات، ظلت نسبة كبيرة من السكان أميين. لم يقتصر الأمر على صياغة دستور الحكومة على غرار دستور الاتحاد السوفيتي فحسب، بل بدأت التغييرات في الأوساط الأكاديمية تشبه النهج السوفيتي للتعلي
بعد الإطاحة بنظام طالبان في أواخر عام 2001، تلقت إدارة كرزاي مساعدات دولية كبيرة لاستعادة نظام التعليم. كانت حوالي 7000 مدرسة تعمل في 20 من 32 مقاطعة بحلول نهاية عام 2003، حيث قام 27000 مدرس بتعليم 4.2 مليون طفل (بما في ذلك 1.2 مليون فتاة). من هذا العدد، كان حوالي 3.9 مليون في المدارس الابتدائية. تم الإبلاغ عن 57 في المائة من الرجال و86 في المائة من النساء أميين، وكان الافتقار إلى العمال المهرة والمتعلمين من العوائق الاقتصادية الرئيسية. عندما أعيد افتتاح جامعة كابول في عام 2002، التحق حوالي 24000 طالب وطالبة بالتعليم العالي. في غضون ذلك، تم إعادة تأهيل خمس جامعات أخرى. تضمنت مناهج المدارس العامة مواد دينية، لكن التعليمات التفصيلية تُركت لمعلمي الدين.
بحلول عام 2006، كان أكثر من 4 ملايين طالب وطالبة مسجلين في المدارس في جميع أنحاء أفغانستان. في الوقت نفسه، تم أيضًا تجديد أو تحسين المرافق أو المؤسسات المدرسية، مع بناء المزيد من المدارس ذات الطراز الحديث كل عام. تأسست الجامعة الأمريكية في أفغانستان (AUAF) في كابول في عام 2006. تم تجديد أو إعادة بناء جامعات أخرى، مثل جامعة قندهار في الجنوب، وجامعة ننجرهار وجامعة خوست في الشرق، وجامعة هيرات في الغرب وجامعة بلخ في الشمال. على الرغم من هذه الإنجازات، لا تزال هناك عقبات كبيرة أمام التعليم في أفغانستان، وكثير منها ينبع من نقص التمويل. تعد مناهج التخطيط والبرامج المدرسية صعبة على وزارة التربية والتعليم لأن جزءًا كبيرًا من ميزانية التعليم يأتي من مانحين خارجيين، مما يجعل من الصعب التنبؤ بالميزانية السنوية.
كانت العقبات التي تعترض التعليم أكثر عددًا بالنسبة للفتيات الأفغانيات. قال وزير التعليم الأفغاني آنذاك، محمد حنيف أتمار، في عام 2007 إن 60٪ من الطلاب كانوا يدرسون في خيام أو غيرها من المباني غير المحمية، ورفض بعض الآباء السماح لبناتهم بالذهاب إلى المدارس في مثل هذه الظروف. كان النقص في عدد المعلمات مشكلة أخرى تهم بعض الآباء، خاصة في المناطق الأكثر تحفظًا. لم يسمح بعض الآباء والأمهات بتعليم بناتهم من قبل الرجال. لكن هذا يعني في كثير من الأحيان أنه لم يُسمح للفتيات بالذهاب إلى المدرسة، كما ذكرت وكالة المعونة الدولية أوكسفام في عام 2007 أن حوالي ربع المعلمين الأفغان من النساء. في عام 2009، كان مصدر قلق آخر هو تدمير طالبان للمدارس، وخاصة مدارس الإناث. بعد تدمير أكثر من 150 مدرسة في العام، تساور العديد من الآباء الشكوك حول قدرة الحكومة على حمايتهم.